# Ronnie e Donnie Galyon
Ronnie e Donnie Galyon (Dayton, 28 de outubro de 1951 — Dayton, 4 de julho de 2020) eram gêmeos xifópagos policefálicos interligados pela barriga.
Em 2009, entraram para o Guinness Book por serem os gêmeos siameses mais velhos do mundo ainda vivos.
Os Galyon tinham quatro braços e quatro pernas para coordenar, e o mais incrível é que com apenas um olhar eles conseguiam se entender. Os irmãos tinham personalidades individuais e bem opostas, chegando a se desentenderem com socos e pontapés, cada um também tinha o seu coração, pulmões e estomago, porém apenas um reto e um órgão sexual. Os gêmeos eram conhecidos por serem a dupla de gêmeos siameses a viver mais tempo na história.
Quando eles nasceram havia um caso assim para cada 100 mil nascimentos, e ainda existia o percentual de que 60% destes nasciam mortos, por isso, este realmente é considerado um verdadeiro milagre, pois apesar das muitas dificuldades encontradas, também muitas lições podemos aprender.
Em 2014, eles apresentavam boa saúde e moravam com o irmão Jim Galyon na cidade de Beavercreek, também em Ohio.
Com a saúde bem debilitada, já que sofriam de escoliose e artrite, além do sobrepeso, podendo ficar pouco tempo em pé, em 4 de julho de 2020, aos 68 anos, os irmãos faleceram em uma clínica para debilitados.